# Marie Goossens
Pour les articles homonymes, voir Goossens.
Marie Goossens est une harpiste britannique née le 11 août 1894 à Londres et morte le 18 décembre 1991 à Dorking (Surrey).

## Biographie
Marie Henriette Goossens naît le 11 août 1894 à Londres. Issue d'une famille de musiciens, elle est la petite-fille d'Eugène Goossens (1845-1906), la fille d'Eugène Goossens (1867-1958), et la sœur de Eugene (1893-1962), Adolphe (en) (1896-1916), Léon (1897-1988) et Sidonie Goossens (1899-2004),.
Elle étudie la harpe au Royal College of Music de Londres et fait ses débuts avec orchestre au Philharmonic Hall de Liverpool en 1910,.
Comme musicienne d'orchestre, Marie Goossens est première harpe à Covent Garden, dans l'Orchestre des Ballets de Diaghilev, au Queen's Hall Orchestra, entre 1920 et 1930, puis est harpe solo de l'Orchestre philharmonique de Londres (LPO) de 1932 à 1939, enfin harpe solo de l'Orchestre symphonique de Londres (LSO) entre 1940 et 1959. Elle joue également avec les London Mozart Players à partir de 1972,.
Comme pédagogue, elle est professeure de harpe au Royal College of Music de 1954 à 1967,.
Elle prend sa retraite en 1981.
En 1983, Marie Goossens est nommée officier de l'Ordre de l'Empire britannique (OBE),.
Son autobiographie, Life on a Harp String, est publiée à Londres en 1987.
Personnalité reconnue de la harpe au Royaume-Uni, Marie Goossens meurt le 18 décembre 1991 à Dorking, dans le Surrey,.